# Jonny Harris
Jonny Harris, de son vrai nom Jonathan Harris, né le 22 septembre 1975 à Pouch Cove (Terre-Neuve-et-Labrador), est un acteur et humoriste canadien.

## Biographie
Jonny Harris est originaire de Pouch Cove, Terre-Neuve-et-Labrador. 
Il a étudié à l'école secondaire Holy Heart. Il est diplômé du Sir Wilfred Grenfell College of Fine Arts et possède une expérience dans le théâtre classique et contemporain.
Son premier one-man show, Out Of The Bog, a été réalisé par Andy Jones de la troupe CODCO et a conduit à plusieurs spectacles comiques en solo. Il a fait plusieurs apparitions sur le Halifax Comedy Festival, et en 2005 a écrit pour, et a accueilli, les 20e Arts Awards de Terre-Neuve. Il est un membre fondateur et continue à réaliser avec la troupe comique de St. John's The Dance Party of Newfoundland. Il a également joué au Festival  comique de Winnipeg et au Festival comique de Halifax ainsi que sur la série comique de la radio CBC, The Debaters ainsi qu'avec la troupe de comédie à sketches de Toronto The Sketchersons.
Il est principalement connu en France pour son rôle de l'agent Crabtree dans la série Les Enquêtes de Murdoch.
Vie privée
Kaitlin Kozel, musicienne, a annoncé ses fiançailles avec l'acteur et comédien Jonny Harris le 31 octobre 2017. Ils se sont mariés en 2020. Elle est apparue dans un épisode de Murdoch Mysteries dans un petit rôle dans la finale de la 8e saison en tant que "jeune mère". 

## Filmographie

### Au cinéma
- 2006 : Drôle d'enquête pour jeune inspecteur (en) de Mary Walsh : Billy Head
- 2009 : Grown Up Movie Star (en) d'Adriana Maggs : Stuart Walsh

### À la télévision
- 2005 : Hatching, Matching and Dispatching (en) (série) : Troy Furey
- 2006 : Sketch with Kevin McDonald : personnages variés
- Depuis 2008 : Les Enquêtes de Murdoch (série) : l'agent George Crabtree
- 2009 - 2012 : The Halifax Comedy Fest (série, 10 épisodes) : lui-même
- 2010 : CBC Winnipeg Comedy Festival (série, épisode The Holliday Show) : lui-même
- 2011 : Republic of Doyle (série, saison 2, épisode 12) : Brett Babcock
- 2012 : The Listener (série, saison 3, épisode 12) : Tommy Nordett
- 2012 : Frankie Drake Mysteries (serie, saison 1 episode 8) : George Crabtree

## Radio
- The Debaters (en) (série comique radiodiffusée)

## Scénariste
- 2009 - 2012 : The Halifax Comedy Fest (série, 10 épisodes)
- 2010 : CBC Winnipeg Comedy Festival (série, épisode The Holliday Show)